# Rezoluția 690 a Consiliului de Securitate al ONU
Rezoluția 690 a Consiliului de Securitate al Organizației Națiunilor Unite, adoptată în unanimitate la 29 aprilie 1991, după ce a făcut referire la rezoluțiile 621⁠(d) (1988) și 658⁠(d) (1990) și a luat act de raportul secretarului general privind situația din Sahara Occidentală, a aprobat raportul sus-menționat și a decis să înființeze Misiunea Organizației Națiunilor Unite pentru organizarea unui referendum în Sahara Occidentală⁠(d) (MINURSO) în conformitate cu recomandările secretarului general. Misiunea urma să pună în aplicare Planul de reglementare⁠(d) pentru organizarea unui referendum de autodeterminare a poporului din Sahara Occidentală.
Consiliul a făcut apel la Maroc și la Frontul Polisario⁠(d) ca să coopereze cu secretarul general al ONU și cu Misiunea, exprimându-și sprijinul deplin pentru eforturile depuse de secretarul general al Organizației Națiunilor Unite în cooperare cu Organizația Unității Africane. El a decis, de asemenea, ca perioada de tranziție să înceapă cel mai târziu la șaisprezece săptămâni de la aprobarea bugetului MINURSO de către Adunarea Generală. Bugetul Misiunii a fost aprobat de Adunarea Generală a ONU în mai 1991.
O încetare a focului între părțile beligerante a intrat în vigoare la 6 septembrie 1991, iar activitatea MINURSO a început ulterior.